# Силикат кальция
Силикат кальция — неорганическое вещество, соль щелочноземельного металла кальция и метакремниевой кислоты с формулой CaSiO3. Бесцветные кристаллы.

## Номенклатура
Известно большое количество силикатов кальция:
- CaSiO3 — метасиликат или просто силикат кальция
- Ca3Si2O7 — пиросиликат кальция
- Ca2SiO4 — ортосиликат кальция
- Около 30 гидросиликатов кальция

Т. н. цементные минералы: алит 3CaO*SiO2, белит 2CaO*SiO2.

## Получение
- Обменная реакция между растворимыми солями кальция и силикатами щелочных металлов:

{\displaystyle {\mathsf {CaCl_{2}+Na_{2}SiO_{3}\ {\xrightarrow {\ }}\ CaSiO_{3}\downarrow +2NaCl}}}
- В промышленных количествах получают сплавлением стехиометрических количеств карбоната кальция и оксида кремния:

{\displaystyle {\mathsf {CaCO_{3}+SiO_{2}\ {\xrightarrow {950-1500^{o}C}}\ CaSiO_{3}+CO_{2}\uparrow }}}
- В природе встречается минерал волластонит — практически чистый силикат кальция.

## Физические свойства
Силикат кальция образует бесцветные кристаллы, нерастворимые в воде.
Известен в нескольких полиморфных модификациях:
- низкотемпературная β-модификация (минерал волластонит) — кристаллы триклинной сингонии, пространственная группа P 1, параметры ячейки a = 0,794 нм, b = 0,732 нм, c = 0,707 нм, α = 90,03°, β = 95,37°, γ = 103,43°, Z = 6, плотность 2,905 г/см³.
- при температурах выше 1125°С существует α-модификация — кристаллы триклинной сингонии, пространственная группа P 1, параметры ячейки a = 0,690 нм, b = 1,178 нм, c = 1,965 нм, α = 90,00°, β = 90,80°, γ = 90,00°, Z = 8, плотность 2,915 г/см³.

## Химические свойства
- Разрушается сильными кислотами:

{\displaystyle {\mathsf {CaSiO_{3}+2HCl\ {\xrightarrow {\ }}\ CaCl_{2}+H_{2}SiO_{3}}}}

## Применение
- Компонент шихты в производстве облицовочной керамики и огнеупоров, фарфора, глазурей.
- Пигмент и наполнитель для лакокрасочных материалов.
- Относится к многотоннажному производству, цена ~200-400$/т.
- Применяется при строительстве каминов (Promasil, Silca,Super Izol)[2].
- Люминесцентное покрытие марок.

### В пищевой промышленности
В пищевой промышленности силикат кальция в первую очередь применяется как средство, предотвращающее комкование и слёживание. Его часто добавляют в пряности, продукты, упакованные в фольгу, а также в сыпучие порошковые продукты, такие как соль, сахар и заменители соли и сахара. Пищевая добавка Е-552 также содержится в сырах, сырных продуктах и сахаристых изделиях (в качестве средства для поверхностной обработки). Кроме того, это вещество используется при производстве таблетированных продуктов и биологических добавок. В процессе создания хлебопекарных улучшителей, сухого молока, пряностей, сахара и соли силикаты кальция добавляются в качестве агента, препятствующего слеживанию, и разделителя.